# Capitol am Zoo

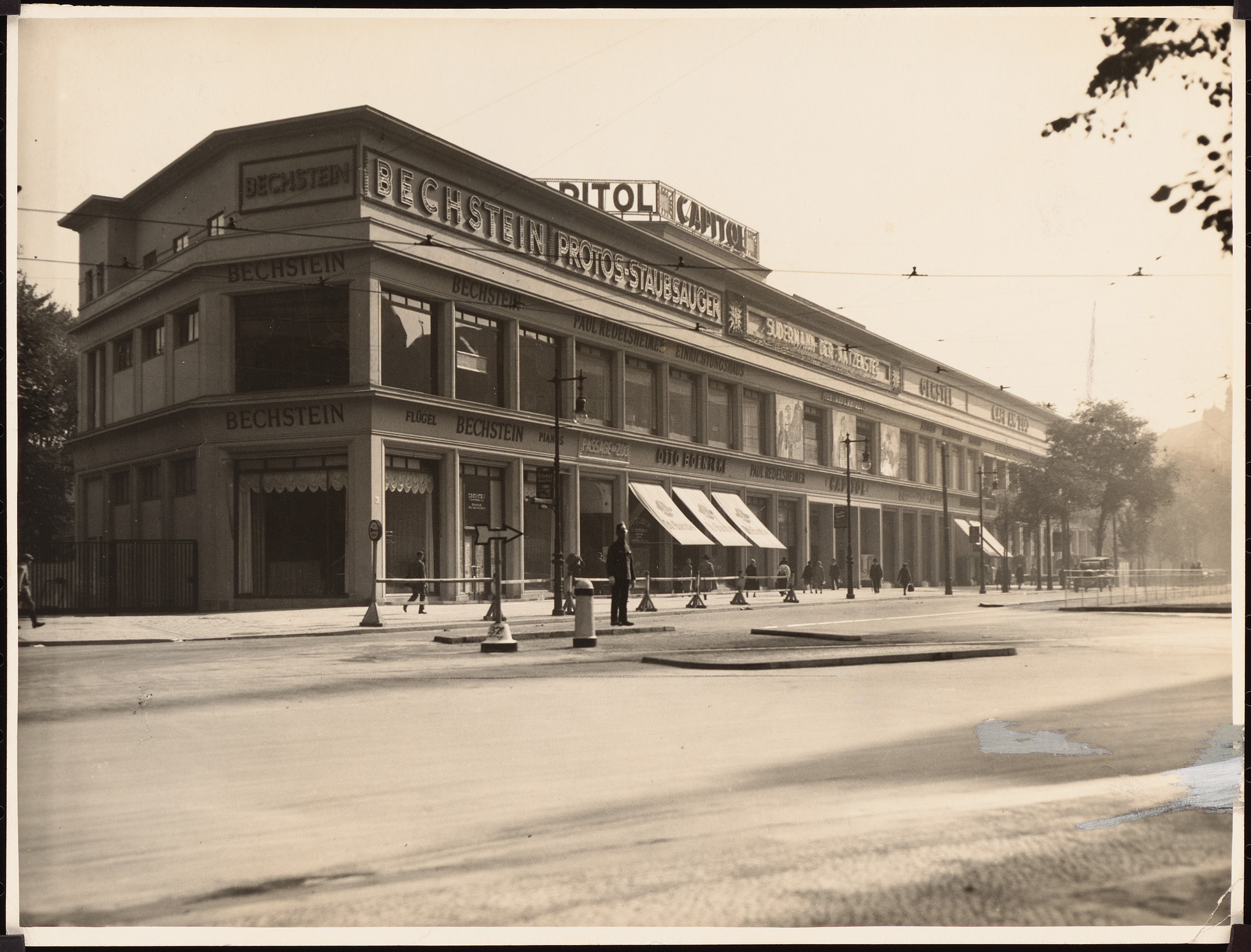
Capitol am Zoo, um 1924

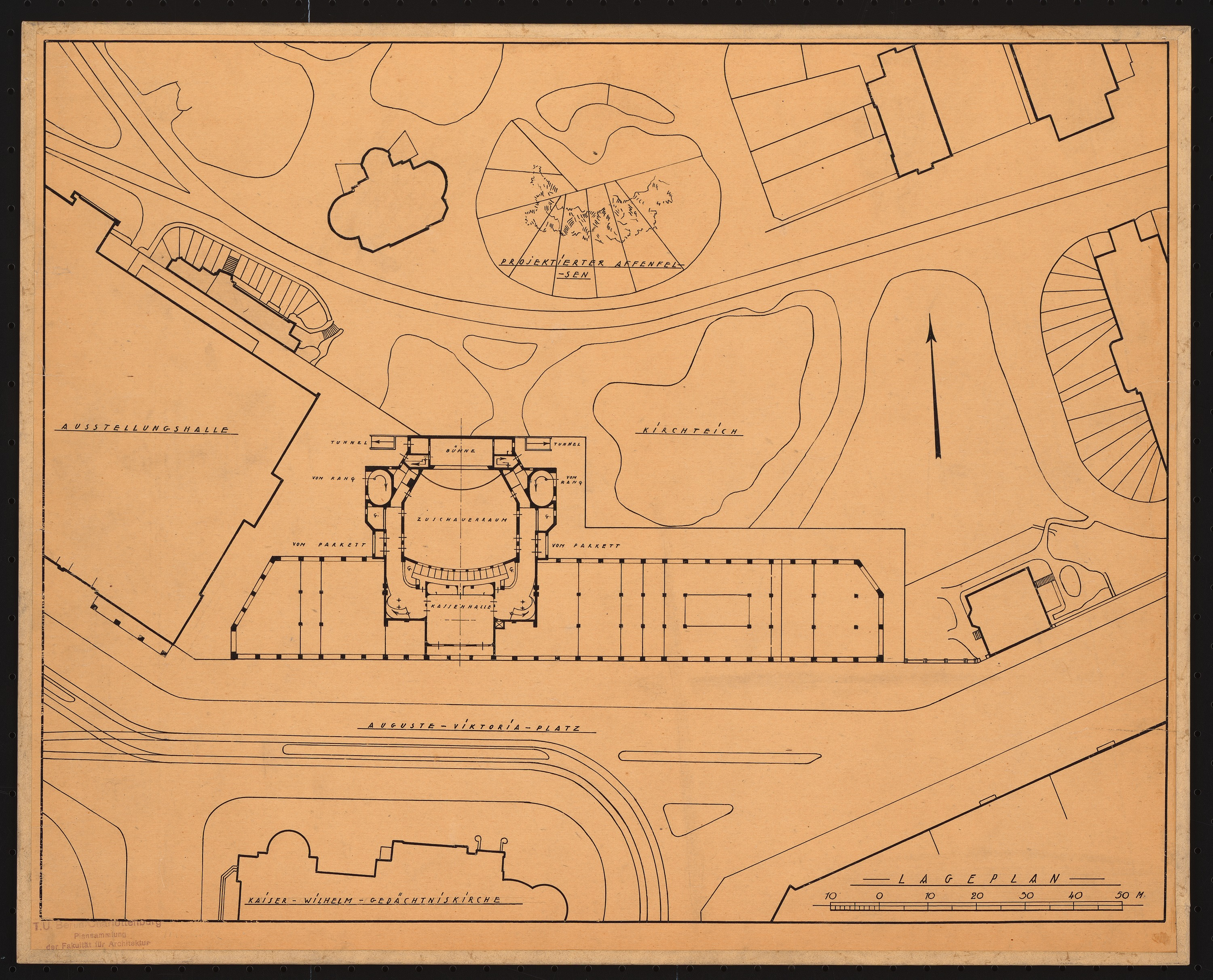
Grundriss

Das Capitol am Zoo war ein Kino in Berlin, das nach Plänen von Hans Poelzig mit ca. 1300 Plätzen im Jahr 1925 zwischen Gedächtniskirche und Zoologischen Garten eröffnet wurde. Das Kino entstand als Teil einer zweigeschossigen Ladenzeile in sachlich-modernem Stil und stellte zu den Gebäuden des „Romanischen Forums“ am damaligen Auguste-Viktoria-Platz (seit 1947: Breitscheidplatz) einen drastischen baulichen Kontrast dar. Es stand in unmittelbarer Konkurrenz zum Ufa-Palast am Zoo, dem damals bedeutendsten Uraufführungskino in Berlin, sowie zum Gloria-Palast mit 1200 Sitzplätzen.

## Geschichte
Das Kino mit ursprünglich 1314 Sitzplätzen wurde am 20. Dezember 1925 mit einer Abendvorstellung des Stummfilms Der Dieb von Bagdad eröffnet, seitdem wurde es von der Phoebus-Film AG betrieben. Ab 1930 war die Ton- und Lichtfilm AG (Tolirag) Pächter, ab 1933 die Emelka-Theater-AG. Nach kleineren Umbauten durch die Baugesellschaft am Zoologischen Garten AG im Jahr 1936 ging das Kino in die Verantwortung der Ufa-Theater-Betriebs-GmbH über. Die Anzahl der Sitzplätze betrug ab diesem Zeitpunkt 1284, davon 769 Parkett und 515 im Rang. Am 23. November 1943 wurde das Kino durch einen alliierten Luftangriff zerstört, ebenso wie die umliegenden Gebäude und die Kaiser-Wilhelm-Gedächtniskirche. 1953 wurde die teilweise noch genutzte Ruine abgetragen. In den Jahren 1956 und 1957 wurde auf dem Grundstück das Bikini-Haus von Paul Schwebes und Hans Schoszberger errichtet.

## Architektur

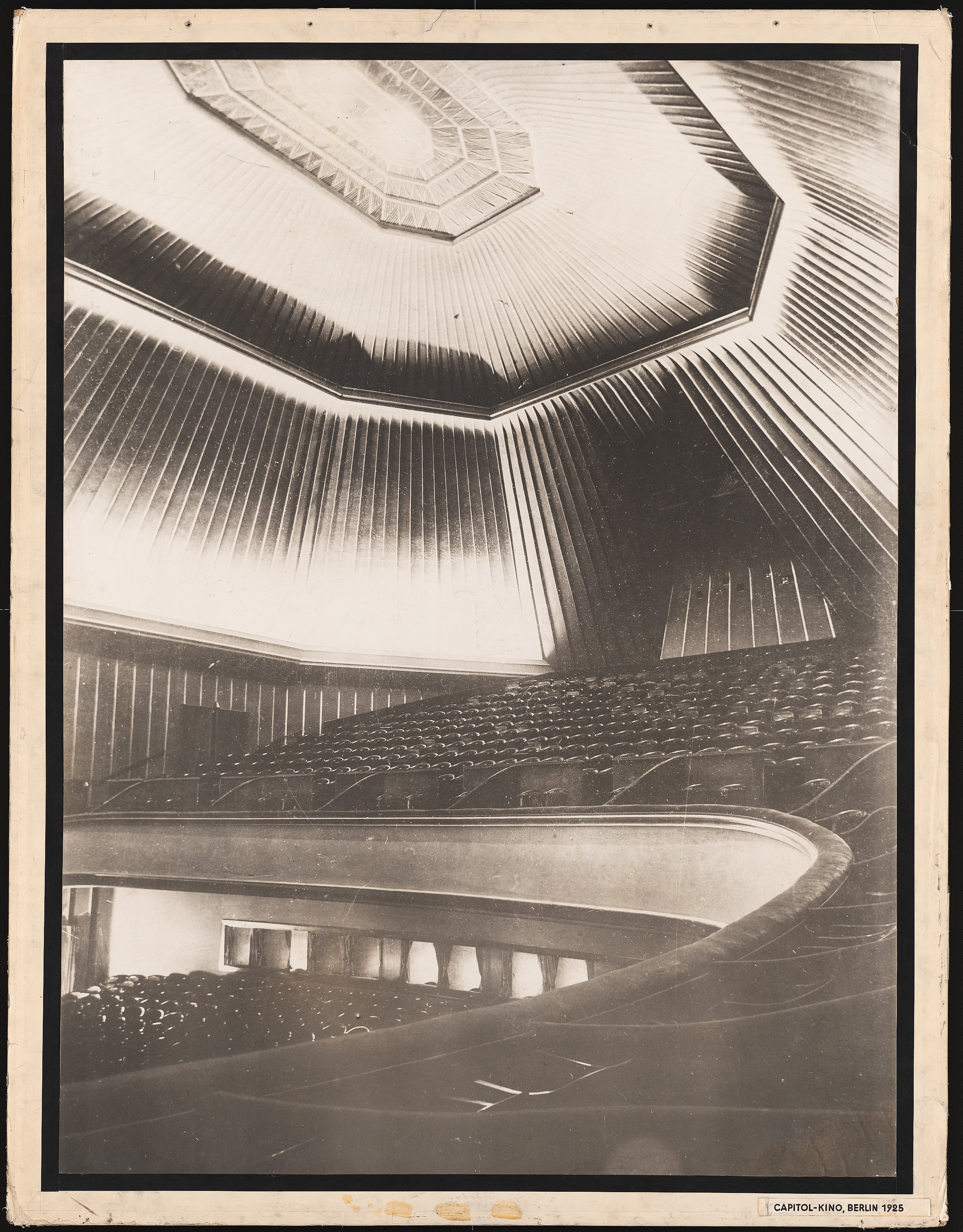
Zuschauersaal

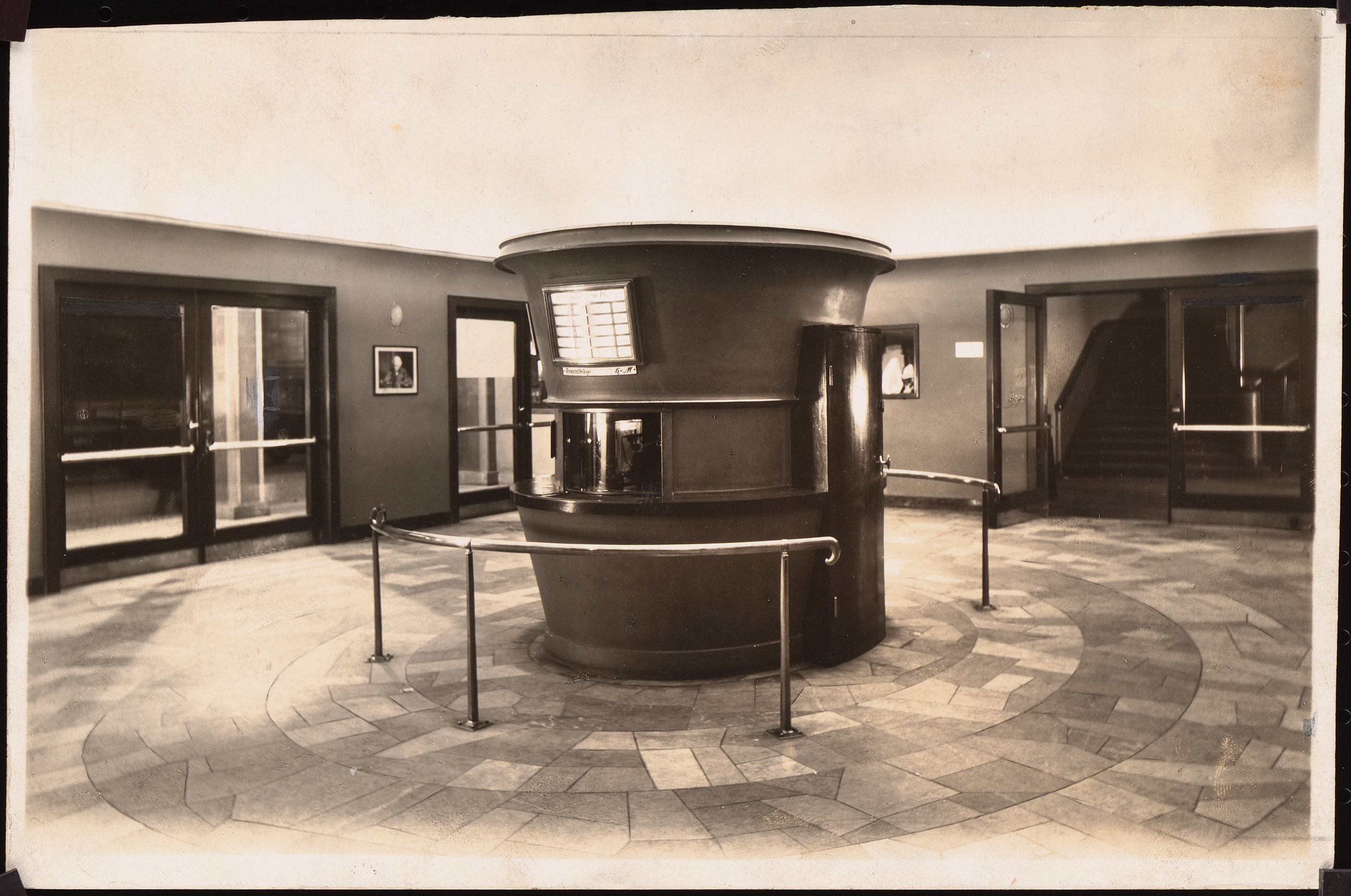
Kassenraum

Hans Poelzig war einer der herausragenden Filmtheaterarchitekten seiner Zeit. Neben dem Capitol entwarf er auch die Pläne für das Babylon oder das Deli in Breslau. Die äußere Erscheinung des Capitols im Stil der Neuen Sachlichkeit ließ eher auf einen funktionalen Zweckbau schließen und stand im drastischen baulichen Kontrast zu den neuromanischen Gebäuden des „Romanischen Forums“. Dazu gehörten das Erste und Zweite Romanische Haus (in dem sich das bekannte Romanische Café befand), der Rolandbrunnen, die Ausstellungshallen am Zoo, das Geschäfts- und Bürohaus Kaisereck sowie die Kaiser-Wilhelm-Gedächtniskirche.
Das Innere des Capitols mutete entgegen der äußeren Erscheinung eher expressionistisch und monumental an. Im fast quadratischen Eingangsfoyer stand mittig ein ovales Kassenhäuschen, umgeben von konzentrisch angeordneten, unregelmäßig geschnittenen, verschiedenfarbigen Marmorplatten. Der sechseckige Kinosaal wurde von einer oktogonalen, hohen Decke abgeschlossen. Die Farbgebung war, von unten nach oben abgestuft, in tiefem Violett über Violett-Rot, Goldbraun, Ocker bis zu hellem Indischgelb gehalten. Neben der Kinoorgel stellte vor allem der versenkbare Orchestergraben eine Besonderheit dar.